# Comité d'hygiène et de sécurité (France)
 (juin 2012).
Si vous disposez d'ouvrages ou d'articles de référence ou si vous connaissez des sites web de qualité traitant du thème abordé ici, merci de compléter l'article en donnant les références utiles à sa vérifiabilité et en les liant à la section « Notes et références ».
Pour les articles homonymes, voir CHS.
En France, les comités d’hygiène et de sécurité (CHS) sont des instances consultatives chargées d'examiner les questions de santé et sécurité au travail dans la fonction publique d’État et dans la fonction publique territoriale. La loi 2010-751 du 5 juillet 2010, prévoit le remplacement de ces comités par des comités d'hygiène, de sécurité et des conditions de travail (CHSCT) à l'instar de ce qui existe dans le secteur privé, les établissements publics à caractère industriel et commercial et dans la fonction publique hospitalière. 
Cette réforme, qui supprime notamment la caractéristique paritaire de cette instance, est entrée en vigueur pour la fonction publique de l'État depuis le 1er novembre 2011. Elle doit s'appliquer à la fonction publique territoriale à compter du renouvellement des comités techniques prévue en 2014 après les élections municipales et territoriales. 
Les comités d'hygiène et de sécurité de la fonction publique n’ont pas tout à fait ni les mêmes attributions, ni le même fonctionnement que les CHSCT présents dans le secteur privé. 
Par exemple, le secrétaire qui a la responsabilité de la rédaction du PV est élu parmi les représentants du personnel au sein du CHSCT, alors qu'il est désigné parmi les représentants de l'administration dans les CHS. 
Sauf exception, les comités d’hygiène et de sécurité sont toujours placés auprès d'un comité technique paritaire (CTP). L’existence d'un CHS est donc subordonnée à la présence d'un CTP, alors que tout CTP n'a pas nécessairement de CHS pour l’assister. 

## Place des comités d'hygiène et de sécurité

### Fonction publique d'État
Dans la fonction publique d'État, des comités d'hygiène et de sécurité étaient présents : 
- à l'échelon central ;
- dans les services déconcentrés ;
- au sein des établissements publics.

À l'échelon central, il existe en principe un comité central d'hygiène et de sécurité auprès de chaque ministère. 
Toutefois, plusieurs ministères ayant une gestion commune des ressources humaines peuvent avoir un seul CHS. Inversement, il peut exister plusieurs CHS si le nombre de fonctionnaires est particulièrement important, et que les conditions de travail sont susceptibles de larges variations entre les personnes relevant de différentes directions d'un même ministère. 
Dans les services déconcentrés, des comités d'hygiène et de sécurité fonctionnent auprès des CTP départementaux ou régionaux. Ils portent le nom de CHS locaux. Les établissements publics disposent généralement d'un comité d'hygiène et de sécurité local. 
Il est possible enfin de constituer un CHS spécial propre à un immeuble ou à un groupe d'immeubles rassemblant plus de 50 agents, relevant éventuellement d'administrations différentes, comme c'est le cas dans les cités administratives.

### Fonction publique territoriale
En principe, ce sont les comités techniques paritaires qui exercent les compétences en matière d'hygiène et de sécurité. 
Toutefois, un CHS peut être institué dans une collectivité ou un établissement public : 
- soit en raison de l'importance des effectifs ;
- soit pour faire face à des risques professionnels considérés comme importants.

À partir de l'effectif de 200 fonctionnaires, la création d'un CHS est obligatoire. En outre, quel que soit l'effectif du service, la loi déclare obligatoire la présence d'un comité d'hygiène et de sécurité auprès des services départementaux d'incendie et de secours. 

## Composition

### Fonction publique d'État
Les comités d'hygiène et de sécurité sont présidés par un représentant de l'administration : ministre ou directeur du service chargé des ressources humaines pour les comités centraux, le préfet ou son représentant pour les comités locaux ou spéciaux des services déconcentrés et, pour les établissements publics, leur président ou leur directeur. 
Les comités ne sont pas paritaires : les représentants du personnel sont plus nombreux que les représentants de l'administration, disposition censée donner plus de poids aux revendications des fonctionnaires. 
Ainsi, les comités centraux comprennent-ils cinq représentants de l'administration et sept représentants du personnel. Les comités locaux et spéciaux comptent de trois à cinq représentants pour l'administration, et deux de plus pour les fonctionnaires. 
Le secrétaire du comité est choisi parmi les représentants de l'administration, un secrétaire adjoint étant désigné parmi les représentants du personnel. 
Le médecin de prévention assiste de droit aux séances, ainsi que le fonctionnaire chargé de l'inspection de l'hygiène et de la sécurité, s'il existe. 

### Fonction publique territoriale
Dans la fonction publique territoriale, les comités d'hygiène et de sécurité sont paritaires, comprenant autant de représentants de l'administration (élus ou personnel de direction) que de représentants des fonctionnaires. Le nombre de représentants de chaque catégorie doit être compris entre trois et dix. Le président doit être un élu local. 
Le secrétariat du conseil est organisé comme pour la fonction publique de l'État. 
Le médecin du service de médecine professionnelle et préventive assiste de droit aux réunions du comité.

## Compétences
Les comités d'hygiène et de sécurité examinent toutes les questions relatives à la santé, à la sécurité et au bien-être des fonctionnaires au travail. 
Ils doivent donc être consultés sur les règlements en matière de santé et sécurité au travail, sur les matériels utilisés, sur l'aménagement des espaces et des postes de travail. 
Ils donnent leur avis sur tous les risques professionnels, et peuvent saisir l'autorité responsable des problèmes de sécurité ou de santé qu'ils auraient relevé. 
Les comités doivent veiller à ce que chaque agent puisse travailler dans les meilleures conditions, notamment les personnes handicapées, les femmes enceintes et les jeunes mères. 
En cas de maladie professionnelle ou d'accident du travail, les comités sont informés et peuvent se livrer à toutes les enquêtes nécessaires.

## Cas particulier
Comme le prévoyait le décret no 95-482 du 24 avril 1995, les comités d’hygiène et de sécurité des établissements publics d’enseignement supérieur exerçaient les missions indiquées ci-dessus mais ils étaient également compétents à l’égard des « usagers », c’est-à-dire des étudiants. Ils comprenaient donc également des représentants des étudiants, mais pouvaient se réunir en formation restreinte aux représentants de l'administration et du personnel pour les questions ne touchant que ce dernier. 